# Victor Papilian
Victor C. Papilian (n. 17 iunie 1888, Galați – d. 15 august 1956, Cluj) a fost un anatomist, scriitor și profesor universitar român.

## Biografie
S-a născut la Galați, în familia medicului militar Constantin Papilian, viitor general, doctor în medicină de la Paris. Studiile secundare le-a început la Turnu Severin, le-a continuat la Craiova, apoi la liceul Sf. Sava din București. Aici a frecventat în paralel „Conservatorul” de muzică, la secția de vioară. După ce a absolvit Conservatorul, a fost angajat ca violonist în orchestra „Ministerului Instrucțiunii Publice”. 
În urma insistențelor tatălui său, a abandonat cariera muzicală și s-a înscris la Facultatea de Medicină din București în 1907. În calitate de președintele al Societății Studenților în Medicină din București a organizat în 1915 aniversarea a 40 de ani de la înființarea societății. Victor Papilian și-a susținut lucrarea de doctorat intitulată Citoarhitectonica scoarței lobului frontal în anul 1916 sub îndrumarea profesorului Gheorghe Marinescu.
În perioada 1916 - 1918 a fost înrolat ca medic în primul război mondial. După terminarea războiului Victor Papilian a fost preparator la catedra de anatomie a universității de medicină din București. La recomandarea profesorului Gheorghe Marinescu și a lui Victor Babeș, s-a mutat la Cluj, acolo unde din anul 1923 a fost profesor titular la nou-înființata Universitate Regele Ferdinand I. A fost decan al Facultății de Medicină din Cluj între 1930-1931 și între 1940-1944, pe când universitatea se afla în exil la Sibiu. 
Victor Papilian a fost membru al „Societății de Biologie” și fondator al „Societății de Antropologie” din România. În paralel, și-a continuat pasiunea pentru muzică, fiind fondatorul unei orchestre simfonice și al unui cvartet de coarde. A fost directorul Operei Române din Cluj (1934) și al Teatrului Național din Cluj (1936-1940).
În anul 1945 odată cu instaurarea regimului comunist în România este înlăturat din funcția de decan a Facultății de Medicină din Cluj, aceasta fiind preluată de către Mihai Kernbach. A fost apoi pensionat forțat în anul 1947. 
În anul 1948 a semnat în fața pronotarului apostolic Vladimir Ghika profesiunea de credință catolică, specificând că dorește să aparțină Bisericii Române Unite cu Roma. 
A mobilizat personalul medical la alegerile din anul 1946 pentru reprezentatul social-democrat Constantin Titel Petrescu, vechi prieten și coleg de studenție de la Paris. Participă la conferințele Asociației Româno-Americane în calitate de vice-președințe al asociației, fapt care va atârna greu în dosarul deschis împotriva sa de către regimul comunist. 
Victor Papilian a fost arestat de mai multe ori, în 1946, 1947 și între 1952-1954, ca adept al „ideologiei burgheze” pentru „atitudine refractară ideilor socialiste”. Ca practicant al confesiunii greco-catolice a fost închis la penitenciarul Văcărești. După eliberarea din închisoare a frecventat serviciile religioase clandestine săvârșite de preotul Vasile Chindriș. S-a stins din viață în 1956 din cauza unei stări de sănătate șubrede care s-a înrăutățit în timpul detenției.
Din căsătoria cu Catherine, de profesie medic stomatolog, a avut doi copii, Cornelia și Mihaela, care își vor urma părinții în profesie. Fiica sa, Mihaela Papilian, de profesie medic și cercetător, a fost premiată pentru volumul Coagularea sângelui de către Academia Română. Victor Papilian este bunicul criticului și istoricului de artă Victor Ieronim Stoichiță și al romancierului Alexandru Papilian (pseudonimul lui Alexandru Stoichiță).
Puține amintiri despre el din anii dinaintea arestării au rămas de la un fost deținut politic, Ion Cârja, publicate în Canalul morții, Acțiunea românească, New York, 1972. La împlinirea a 125 de ani de la nașterea sa, s-a editat un volum omagial.

## Caracterizarea generală a operei

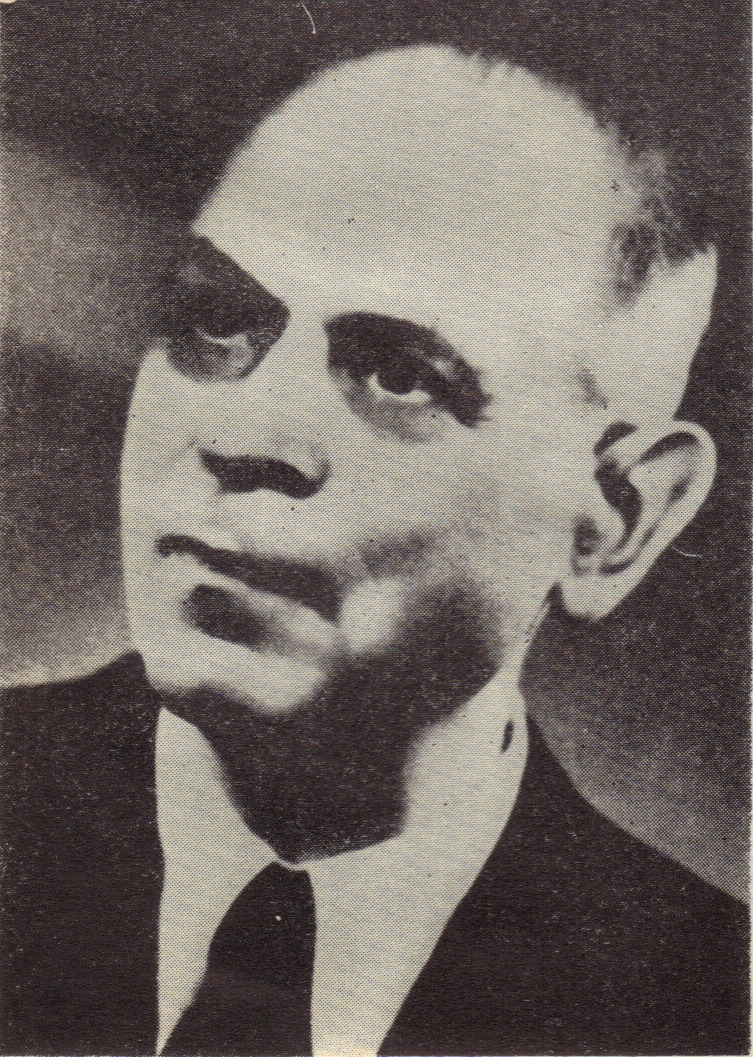
Victor Papilian

Pe plan literar s-a remarcat la început cu pseudonimul Sylvius Rolando. O parte din manuscrisele sale au ajuns, după arestarea sa, în arhiva Securității din Bistrița. De acolo au ajuns pe căi ocolite în mâinile unor persoane care au intenționat să le vândă în Franța. În data de 19 septembrie 1996 Serviciul de Combatere a Criminalității Economico-Financiare din cadrul poliției Bistrița a efectuat o descindere în biroul unde erau păstrate manuscrisele și a ridicat arhiva în vederea expertizării și înregistrării ei în documentele de patrimoniu. După efectuarea expertizei, manuscrisele au fost luate în evidență și înregistrate la Oficiul Județean al Patrimoniului Național Cultural Bistrița-Năsăud. În prezent, ele așteaptă lumina tiparului și interesul cititorilor.
Profesorul și șeful Catedrei de Anatomie Umană de la Universitatea de Medicina și Farmacie "Carol Davila" din Bucuresti din București Viorel Ranga în cartea sa Tratat de Anatomia a scris următoarele despre Victor Papilian:
„După întregirea țării, din anul 1918 și pînă în 1948, Catedra de anatomie de la Facultatea de Medicină din Cluj a fost condusă strălucit de profesorul Victor Papilian (1888—1956). El a fost fiul medicului militar C. Papilian, originar din Mehedinți. Victor Papilian a urmat studiile liceale la Craiova și București. Între anii 1910 și 1916 a fost student al Facultății de Medicină din București, unde i-a avut profesori pe Paul Petrini și Dimitrie Gerota. În același timp, a urmat clasa de vioară la Conservator, fapt care explică înființarea de către el în colaborare cu G. Vîlsan și Zeno Vancea a Filarmonicii din Cluj; de asemenea a deținut și funcția de director al Teatrului și Operei din Cluj și Sibiu. În anul 1919, la propunerea savanților Victor Babeș și Gheorghe Marinescu, V. Papilian a devenit profesor de anatomie la Cluj. În această calitate el a lărgit și dezvoltat învățămîntul de anatomie la facultatea clujeană, creîndu-i tradiție printr-o școală puternică. La numai un an de profesorat la Cluj a tipărit, în 2 volume, "Manual practic de disecție" și în 1935 a editat "Tratatul elementar de anatomie descriptivă și topografică" (cu aplicații medico-chirurgicale), dedicat maestrului său, Dimitrie Gerota, editat pînă astăzi în mai multe ediții. În cercetarea științifică, V. Papilian s-a ocupat, încă la București, de antropologie, împreună cu profesorul Obreja, iar la Cluj, cu C. C. Veluda, cu care a scris "Istoricul antropologiei în România". A înființat Societatea de antropologie și a contribuit la apariția revistei "Clujul medical". Alături de acestea se înscriu lucrările sale în domeniul embriologiei, imunologiei, fiziologiei etc. Prin sensibilitatea sa și dragostea de muzică, artă și literatură, Victor Papilian și-a dublat personalitatea, fiind în același timp romancier, dramaturg și nuvelist, precum și un mare animator al vieții culturale din Cluj. Ca eminent dascăl de anatomie și om de știință, el a format numeroși elevi, profesori și medici, care au ridicat faima școlii de medicină clujene și implicit a asistenței medicale din spitalele ardelene.”
Înainte de 1989 s-a reeditat puțin din opera sa literară, dar Atlasul de anatomie s-a reeditat și folosit la facultațile de profil. Dicționarele de literatură apărute după 1989 se ocupă de opera sa.

## Distincții
- Ordinul Meritul Cultural în gradul de Cavaler cl. I, pentru știință (23 septembrie 1942)[11]

## Opera științifică
- Anatomia scoarței lobului frontal, teză, București, 1916
- Manual practic de disecție, Cluj, 1920
- Tratat de anatomie umană, 1923
- Tratat elementar de anatomie descriptivă și topografică, Cluj, 1928
- Embriologie, 1945
- Anatomia Omului, vol. I: Aparatul locomotor, Ediția a XII-a. 2006
- Anatomia Omului, vol. II: Splanhnologia, Ediția a XII-a. 2006
- Manual practic de disecție și descoperiri anatomice, Editura Dacia, Cluj, 1994

## Opera artistică
În opera sa literară a portretizat lumea interbelică, una din temele sale predilecte fiind caricaturizarea ortodoxiei ardelene. Romanul istoric Bogdan infidelul este o pledoarie pentru catolicism, credință admirată și îmbrățișată de savantul moldo-oltean stabilit în Transilvania.
- Generalul Frangulea, nuvele, Cluj, 1925
- Ne leagă pământul, București, 1926 (Premiul Academiei Române)
- Sufletul lui Faust, nuvele, Cluj, 1928
- Celui ce n-are i se va lua, teatru, 1928
- Un optimist incorigibil, Cluj, 1934
- În credința celor șapte sfeșnice, I-II, Cluj, 1933
- Cerurile spun, Sibiu, 1934
- Nocturnă, Cluj, 1934
- Alt glas, Oradea, 1936
- Fără limită, București, 1936
- Vecinul, nuvele, București, 1938
- De dincolo de râu, nuvele ardelenești, Colectia „Universul Literar”, București, 1938
- A trecut..., Oradea, 1939
- Cu steagul înfășurat. Amintiri de la evacuarea Clujului, Sibiu, 1941
- Manechinul lui Igor și alte povestiri de iubire, nuvele, București, 1943
- Teatru (Cerurile spun, Nocturnă, Moartea vanităților), Sibiu, 1945
- Nuvele oltenești, nuvele, Craiova, 1946
- Amintiri din teatru, Editura Tineretului, București, 1968
- Ceartă oltenească, nuvele, ediție îngrijită și prefață de Titus Bălașa, Editura Scrisul Românesc, Craiova, 1973
- Teatru, ediție îngrijită și prefață de Constantin Cubleșan, Cluj Napoca, 1975
- Chinuiții nemuririi (vol.I) - Marius Leluț, ediție îngrijită și prefață de Titus Bălașa, Editura Scrisul Românesc, Craiova, 1976
- Chinuiții nemuririi (vol.II) - Gaby Leonin, ediție îngrijită și prefață de Titus Bălașa, Editura Scrisul Românesc, Craiova, 1981
- Bogdan infidelul, ediție îngrijită și prefață de Constantin Cubleșan, Editura Dacia, Cluj, 1982
- Chinuiții nemuririi (vol.III) - Manoil, ediție îngrijită și prefață de Titus Bălașa, Editura Scrisul Românesc, Craiova, 1986
- Coana Truda și Nuvele bărbierești, ediție îngrijită de Cornelia Papilian și Constantin Cubleșan, prefață de Constantin Cubleșan, Editura Dacia, Cluj Napoca, 1988
- Lacrima și Amintiri din teatru, ediție îngrijită de Cornelia Papilian și Mircea Popa, prefață de Mircea Popa, Editura Minerva, București, 1988
- Povestiri fantastice, ediție îngrijită și prefață de Constantin Cubleșan, Cluj Napoca, 1994
- Decameronul românesc, nuvele de dragoste, ediție îngrijită și prefață de Mircea Popa, Timișoara, 1996

## Afilieri[12]
- Membru al Societății de biologie.
- Membru al Societătii de antropologie din Paris.
- Președinte al Asociației Scriitorilor Români din Ardeal.
- Director al Teatrului Național din Cluj (1936-1940).
- Director al Filarmonicei din Cluj.
- Director al Operei Române din Cluj (1934-1936).

## Reviste literare la care a colaborat
- Universul literar
- Gândirea
- Reacțiunea literară
- Revista Fundațiilor Regale
- Familia
- Pagini literare
- Plaiuri românești
- Darul vremii (revistă întemeiată de el, 1930)
- Clujul medical (1920).